# Иванов, Владимир Николаевич (историк)
Владимир Николаевич Иванов (19 ноября 1905, Ростов — 18 февраля 1991, Москва) — советский искусствовед, историк архитектуры, музейный работник, Заслуженный деятель искусств РСФСР, руководитель секции охраны памятников Союза архитекторов СССР, вице-президент, почетный член ИКОМОС (ICOMOS), первый заместитель председателя Центрального совета, почетный член ВООПИиК. Член КПСС с 1952 года.

## Биография
Родился 19 ноября 1905 года в Ростове-Ярославском в семье известных ростовских купцов Ивановых. Учился в Ростовской Гимназии имени А. Л. Кекина. Продолжил образование в педагогическом техникуме, затем в Ярославском педагогическом институте, откуда перевелся на отделение истории и теории искусств Московского Государственного университета.
Трудовую жизнь начал в Ростовском Государственном музее древностей в 1923 году, совмещая работу и учёбу.
После окончания МГУ в 1928 году работал практикантом в отделе истории русской архитектуры Московского Политехнического музея.
Затем был приглашен Н. Н. Померанцевым в отдел памятников Московского Кремля. Участвовал в спасении архивов, утвари и архитектурных фрагментов сносимых Чудова и Вознесенского монастырей, других архитектурных памятников в Кремле.
В 1935 году был вынужден (?) уйти из Кремля в создававшийся музей Архитектуры Академии архитектуры СССР на территории Донского монастыря, где прошел путь от научного сотрудника до директора музея. Принимал активное участие в формировании фондов музея, в спасении уничтожаемых памятников архитектуры и их фрагментов. Неоднократно был в экспедициях по русскому Северу.
В 1960 году вернулся на работу в Кремль заместителем директора по науке Государственных музеев Московского Кремля.
В 1964 году был руководителем советской делегации на II Международном конгрессе архитекторов и технических специалистов по историческим памятникам в Венеции, на котором была принята Венецианская хартия. В 1965 году на учредительной Генеральной ассамблее ICOMOS (англ. International Council on Monuments and Sites - Международный совет по сохранению памятников и достопримечательных мест) был избран вице-президентом, а в 1981 году стал почетным членом этой международной организации.
Был в числе инициаторов создания ВООПИиК, на учредительном съезде в 1966 г. был избран первым заместителем председателя Центрального совета, и фактически стал первым освобожденным руководителем этой общественной организации. Работал в этой должности до выхода на пенсию в 1983 году.
Скончался 18 февраля 1991 года. Похоронен в некрополе Донского монастыря в Москве.

## Основные труды
1. С. Забелло, В. Иванов, П. Максимов. Русское деревянное зодчество, М., изд. Академии Архитектуры, 1942.
2. Иванов В. Н. Ярославль, из серии «Сокровища русского зодчества», М., Гос. Изд. архитектуры и строительства, 1946.
3. Иванов В. Н., Максимов П. Н., Торопов С. А. Сокровища русской архитектуры, М., Гос. Изд. архитектуры и строительства, 1950.
4. Иванов В.Н, Фехнер М. В. Кострома, из серии «Сокровища русского зодчества», М., Гос. Изд. архитектуры и строительства, 1955
5. Иванов В. Н., Персон И. А., Лейкина А. А. и др. Москва, архитектурный путеводитель (под общ. ред. В. Н. Иванова), М., Госстройиздат, 1960.
6. Иванов В. Н., Воронин Н. Н., Мнева Н. Е. Московский Кремль, ЧССР, изд. «АРТИЯ», 1964.
7. Иванов В. Н., Тихомиров Н. Я. Московский Кремль, история архитектуры, М., Госстройиздат, 1967
8. Иванов В. Н. Государственная Оружейная палата, альбом, М., «Советский художник», 1967.
9. Иванов В. Н. Ростов Великий — Углич, М., Искусство, 1964, 2-е издание, М., 1970.
10. Иванов В. Н. Кострома, М., Искусство, 1970, 2-е издание М., 1978.
11. Иванов В. Н. Московский Кремль, Искусство, М. 1971.
12. Иванов В. Н., Десятников В. А. Памятники русской архитектуры и искусства (научн.ред. Иванов В.Н), Л., Художник РСФСР, 1972.
13. V. Ivanow, H. Faensen & G. Beyer. Altrussische Baukunst, Berlin, Union Verlag, 1972.
14. В. Н. Иванов. Московский Кремль, фотопутеводитель, М., Планета, 1980.
15. В. Н. Иванов. Ростов Великий, М., Планета, 1986.

## Награды
- Орден «Трудового красного знамени», 1975.
- Орден «Знак Почёта», 1985.
- Медаль «За доблестный труд в Великой Отечественной войне 1941—1945 гг.», 1945.
- Медаль «В память 800-летия Москвы», 1947.
- Заслуженный деятель искусств РСФСР, 1968.
- Honorary membership of ICOMOS, 1981
- Почетный член ВООПИиК, 1983.